# So You Want to Write a Fugue?

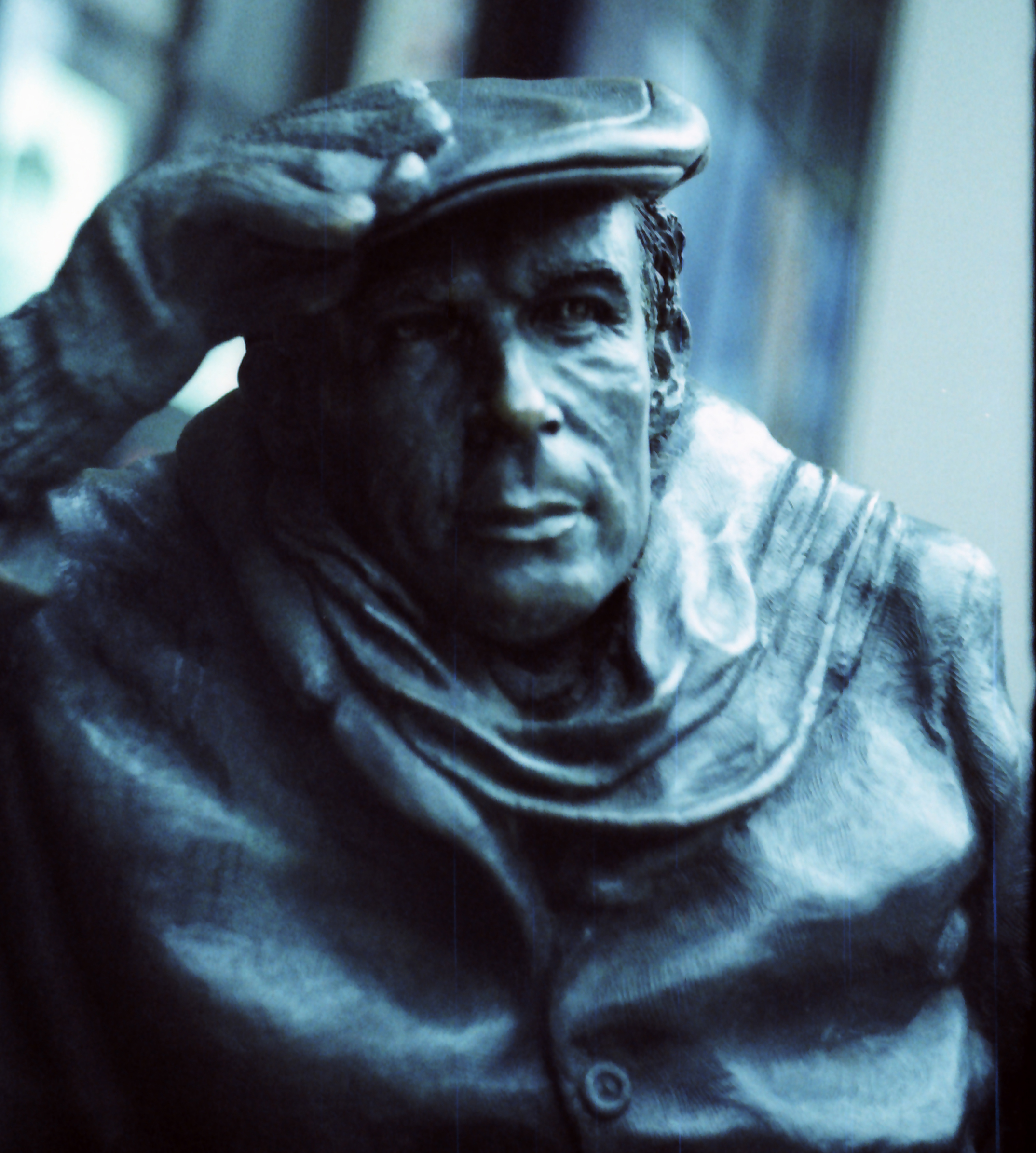
Glenn Gould

So You Want to Write a Fugue? ist ein satirisches Gesangsstück für vier Stimmen und Streichquartett- bzw. Klavierbegleitung des kanadischen Pianisten Glenn Gould und wurde als Schlussstück für die Fernsehsendung The Anatomy of Fugue komponiert, die am 4. März 1963 von der Canadian Broadcasting Corporation ausgestrahlt wurde.

## Kontext
Das Werk steht im Kontext von Goulds intensiver Beschäftigung mit den Kompositionen Johann Sebastian Bachs, insbesondere mit dessen Spätwerk Die Kunst der Fuge, das Gould 1962 auszugsweise eingespielt hatte. Der Aufbau des Stückes ist einer ebensolchen Bach’schen Fuge nachempfunden; der Text indessen hat eben das Erschaffen einer Fuge zum Gegenstand (“So you want to write a fugue?”). Sowohl der Text als auch die Musik thematisieren und parodieren gleichermaßen den Umgang mit Regeln und Kompositionstechniken aus der Fugengattung, aber auch das Verhältnis zwischen intellektueller Arbeit und künstlerischer Intuition im Schaffensprozess (“Just forget the rules and write one”). Der Entschluss, endlich mit dem Komponieren der Fuge zu beginnen, fällt aber erst mit dem Schlussakkord (“We’re going to write a fugue right now”). Das Stück enthält zahlreiche Zitate aus verschiedenen Werken Bachs – unter anderem die berühmte Tonfolge B-A-C-H und das Zweite Brandenburgische Konzert – aber auch ein nach Moll verändertes Zitat des Meistersinger-Vorspiels von Richard Wagner.

## Ausgaben
- Glenn Gould: So You Want to Write a Fugue? New York: Schirmer, 1964.

## Diskographie
- The Glenn Gould Edition: Gould, Schostakowitsch, Poulenc, Scl (Sony BMG), 1997.
- The Glenn Gould Silver Jubilee Album, Scl (Sony BMG), 1998.